# Fonderie Ducel
La fonderie Ducel est une ancienne entreprise française de fonte d'art, fondée en 1823 à Pocé-sur-Cisse, en Touraine, et disparue en 1878.

## Historique
Cette entreprise est créée en 1823 à Pocé-sur-Cisse en Touraine.
Elle est dirigée à partir de 1828 par trois générations de la famille Ducel : Jacques, Jean-Jacques(1801-1877) et Jacques-Gustave.
L'entreprise possédait un magasin de vente à Paris : 22 rue des Quatre-Fils puis 26 boulevard Poissonnière.
Elle connaît la notoriété notamment grâce aux expositions internationales.
La fonderie a été l’une des plus grandes de France, avec plus de 400 ouvriers ; elle exportait sa production partout dans le monde.
En 1878, la fonderie Ducel est rachetée par sa principale concurrente, la fonderie du Val d'Osne.

## Œuvres
- Fontaine Thierry à Orléans[9]
- Fontaine du square d'Orléans à Paris (1856)
- Fonts baptismaux de la chapelle de l'Hôpital Saint-Louis à Paris[7]
- Fontaine de l'ancien hôtel de ville de Saint-Denis de la Réunion[10].
- Fontaine du Pont-de-Cité à Arras.
- Fontaine des Quatre Lions à Raon-l'Étape.
- Fontaine de Neptune à Clermont-Ferrand.

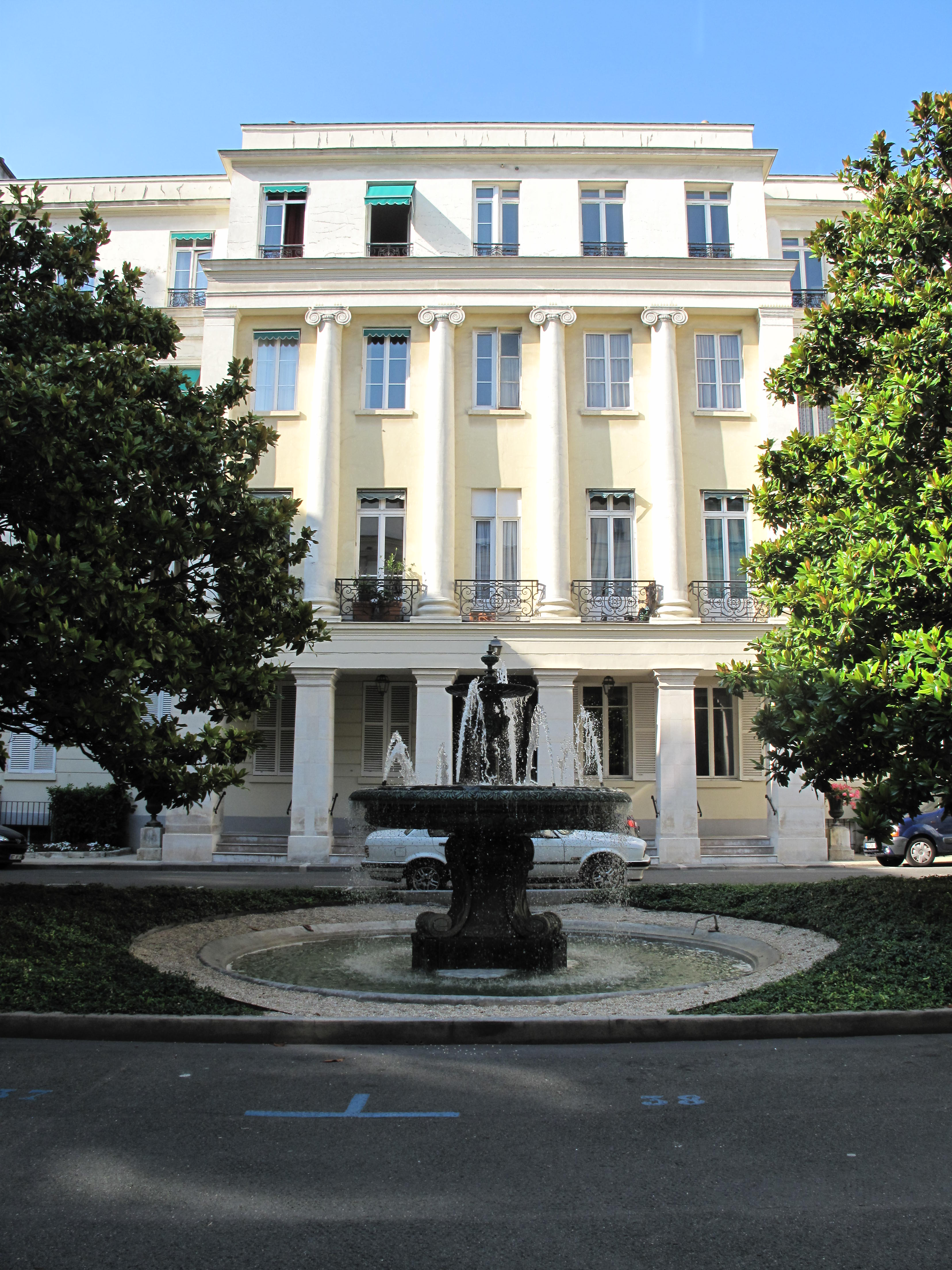
Le square d'Orléans à Paris, avec le fontaine de Ducel.
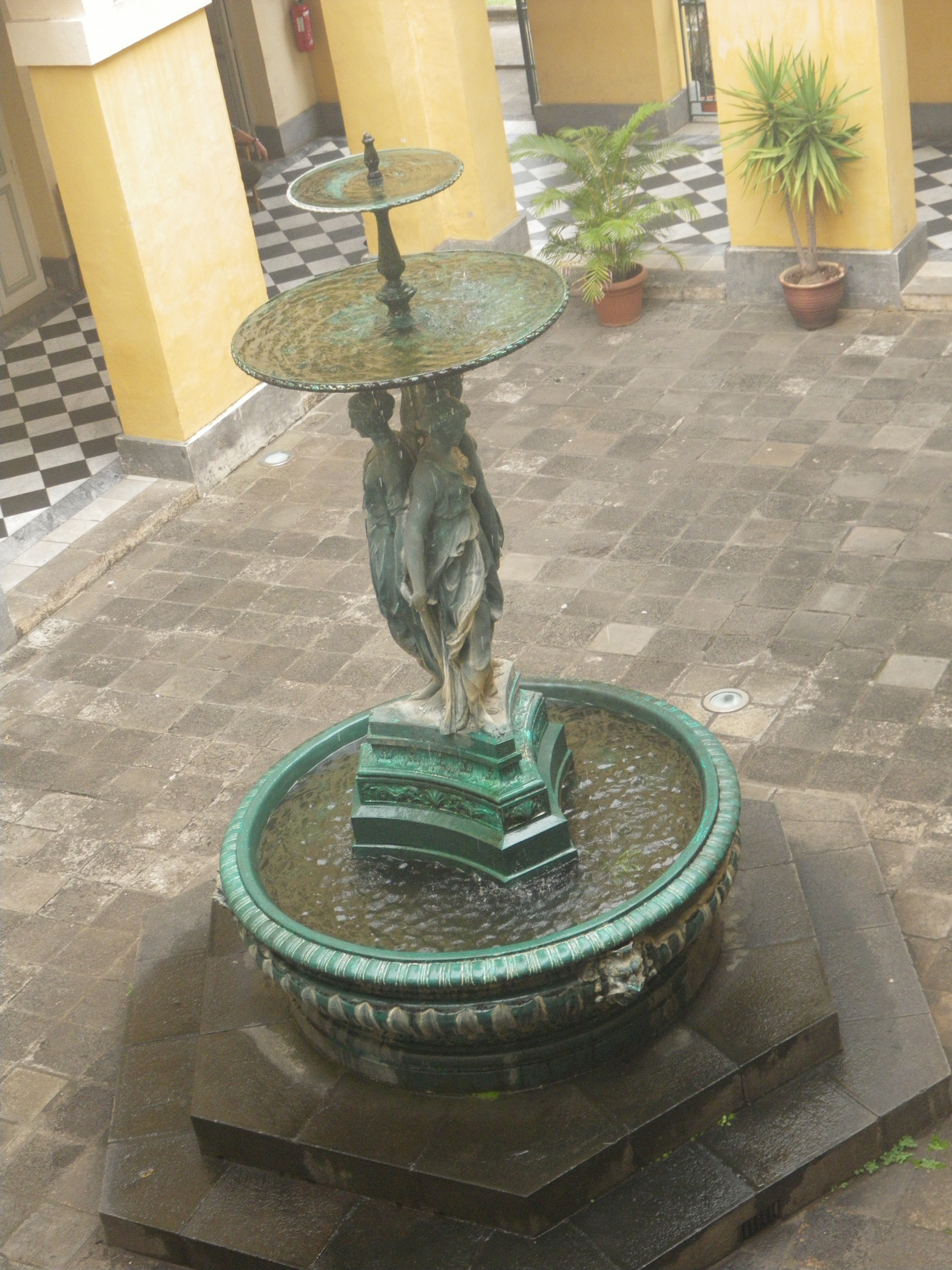
Fontaine de l'ancien hôtel de ville de Saint-Denis de la Réunion.
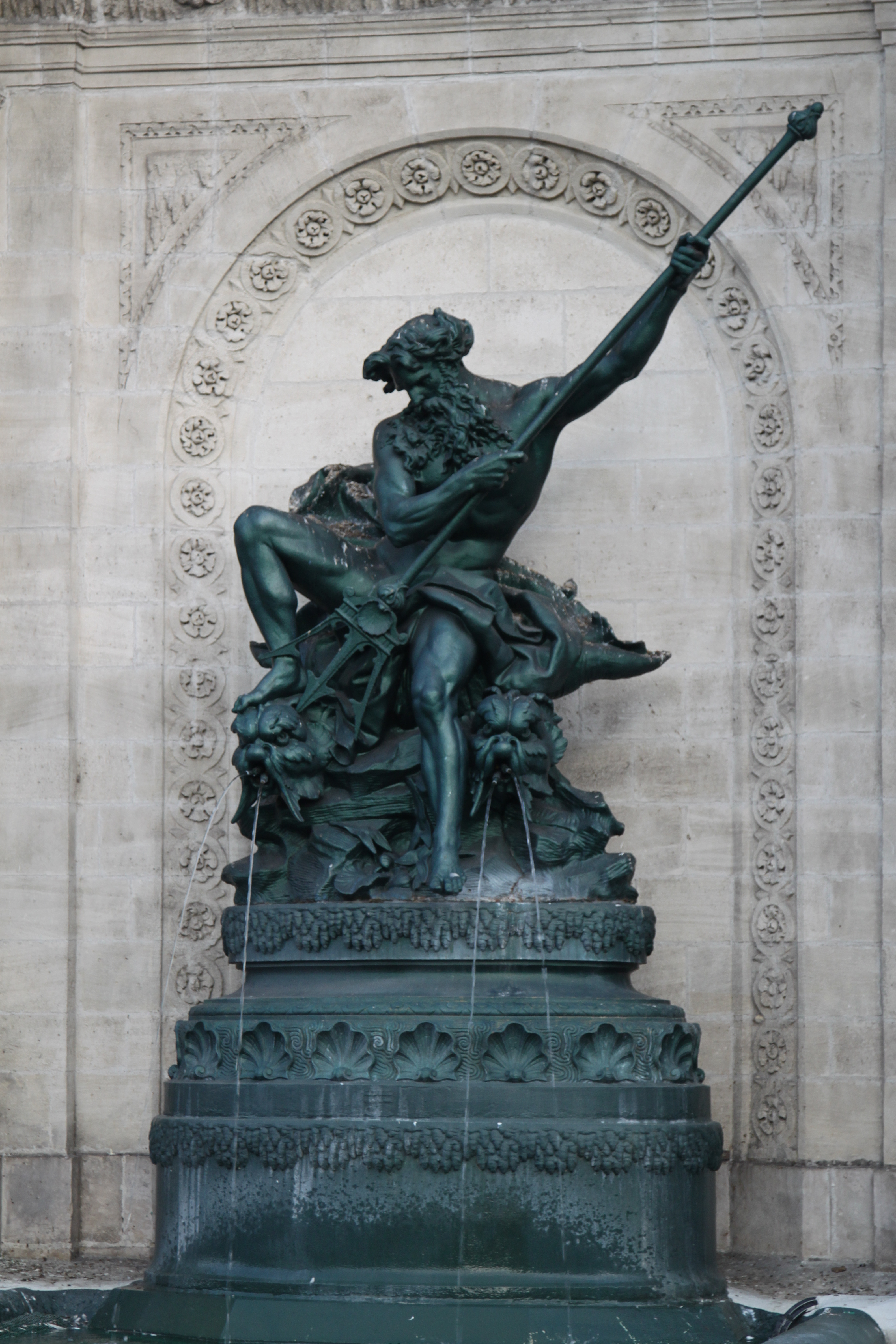
La fontaine du Pont-de-Cité à Arras.